# لاسكاهوباس
لاسكاهوباس هي مدينة من مدن هايتي. يبلغ عدد سكانها 7,574 نسمة وذلك حسب إحصائيات سنة 2012. وتعدّ منطقة ريفية زراعية، وتشمل بعض القرى النائية، تأسست عام 1763 على يد المستعمرين الإسبان.